# Ola Gynäs
Ola Gynäs, född 4 april 1951 i Karlstad, är en svensk pensionerad officer i Flygvapnet.

## Biografi
Gynäs blev fänrik i Flygvapnet 1976. Han befordrades till löjtnant 1978, till kapten 1981, till major 1983, till överstelöjtnant 1994,  till överstelöjtnant (mst) 1996, till överste 1998 och till brigadgeneral 2002.
Gynäs inledde sin militära karriär i Flygvapnet vid Skaraborgs flygflottilj (F 7), där han åren 1987–1992 var divisionschef för 71. attackflygdivisionen. År 1996 tjänstgjorde han i Bosnien vid den svenska kontingenten i IFOR. Åren 1996–1998 var han flygchef vid Norrbottens flygflottilj (F 21). Åren 1998–2000 var han flottiljchef för Jämtlands flygflottilj (F 4). Åren 2000–2002 var han chef för Militära flygsäkerhetsinspektionen vid Högkvarteret. Åren 2002–2003 var han chef för kansliet vid Högkvarteret. Åren 2003–2004 var han ställföreträdande chef för Personalstaben vid Högkvarteret. Åren 2004–2005 var han chef för Försvarets Krigsspelscentrum. Gynäs lämnade Försvarsmakten 2005.